# Miss Marx
Miss Marx és una pel·lícula de 2020 de drama d'època biogràfica sobre Eleanor Marx, escrita i dirigida per Susanna Nicchiarelli. És una coproducció italiana i belga en llengua anglesa i és protagonitzada per Romola Garai com a Marx i per Patrick Kennedy com el seu amant Edward Aveling. Es va estrenar el 5 de setembre de 2020 al Festival de Cinema de Venècia. L'obra està subtitulada però no doblada al català.

## Argument
Brillant, intel·ligent, apassionada i lliure. Així és Eleanor Tussy Marx, la filla petita de Karl Marx, una de les primeres feministes que va continuar amb el llegat del seu pare i del seu company Engels. Lluitadora incansable pels drets dels treballadors, per l'abolició de la feina infantil, pels drets de les dones i, en general, per moltes injustícies... menys per les de la seva vida privada, on la seva atracció pel desenfrenat i presumit Edward Aveling posa del revés tot el que Eleanor defensa en la seva vida pública.

## Repartiment
- Romola Garai com a Eleanor Marx
- Patrick Kennedy com a Edward Aveling
- John Gordon Sinclair com a Friedrich Engels
- Felicity Montagu com a Helene Demuth
- Karina Fernandez com a Olive Schreiner
- Emma Cunniffe com a Laura Marx
- George Arrendell com a Paul Lafargue
- Célestin Ryelandt com a Johnny Longuet
- Oliver Chris com a Friedrich «Freddy» Demuth
- Alexandra Lewis com a segona esposa d'Aveling
- Georgina Sadler com a Gerty
- Miel van Hasselt com a Wilhelm Liebknecht
- Freddy Drabble com a Havelock Ellis
- Philip Gröning com a Karl Marx